# Famille Canal
Pour les articles homonymes, voir Canal.
La famille (da) Canal est une famille italienne, admise au patriciat vénitien au XIIIe siècle. 

## Historique
Les chroniqueurs divisent cette famille en deux branches, une originaire d'Altino (blason avec poteau et trois lis), l'autre de Ravenne.

## Personnalités
Citons parmi leur plus illustres membres :
- Andrea da Canal, qui rompit en 1272 les Bolonais ;
- Marco da Canal, qui en 1277 récupéra Capodistria sur les rebelles ;
- Pietro da Canal, qui en 1345 contraignit Zara à se rendre et fit prisonnier un capitaine ennemi, à qui il prît les lis qui figurent dans son blason ;
- Nicola Canal (Nicolò da Canal), évêque de Bergame (1342), puis archevêque de Ravenne (1342) et Patras (1347) ;
- Nicolò II da Canal ambassadeur et qui reporta diverses victoires, mais qui en 1470, ayant refusé l'épreuve avec les Turcs,causa la perte de  Negroponte. Il fut arrêté et jugé pour cela à Venise puis relégué au Portogruaro dans ses terres ;
- Girolamo da Canal, capitaine dans le golfe en 1527, fut de plusieurs faits d'armes et captura en 1533 le Maure d'Alexandrie, corsaire terrible. entré dans la Basilique de San Zanipolo à Venise ;
- Antonio da Canal qui se battit vaillamment à Korčula ;
- Cristoforo Canal qui, combattant aussi les corsaires, fut blessé mortellement d'une flèche en 1562, mais couvert par son fils Girolamo, il finit par obtenir la victoire.

D'autres membres de la famille Canal se distinguèrent ensuite encore contre les Turcs.

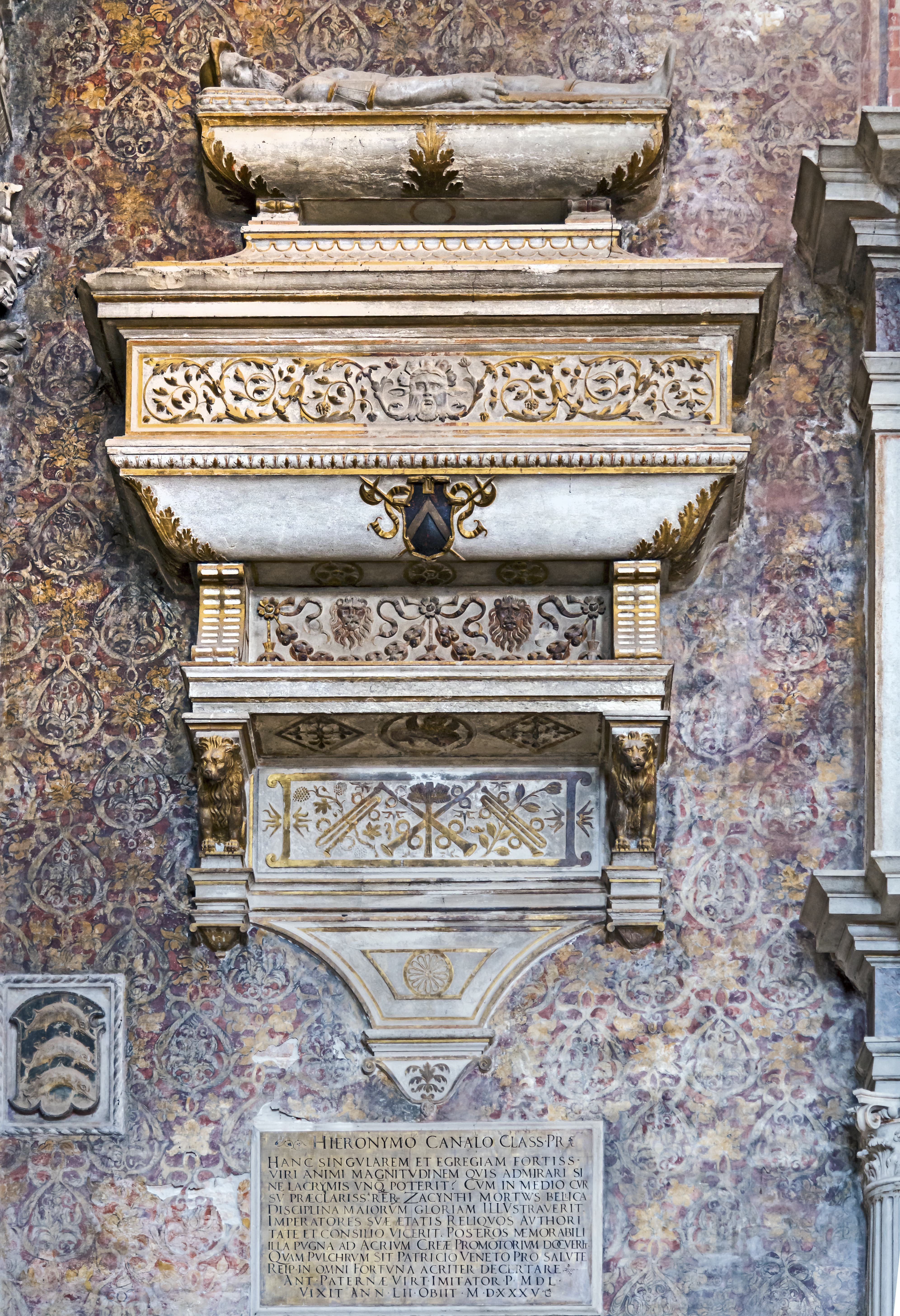
Monument de Girolamo da Canal Basilique de San Zanipolo

## Armes

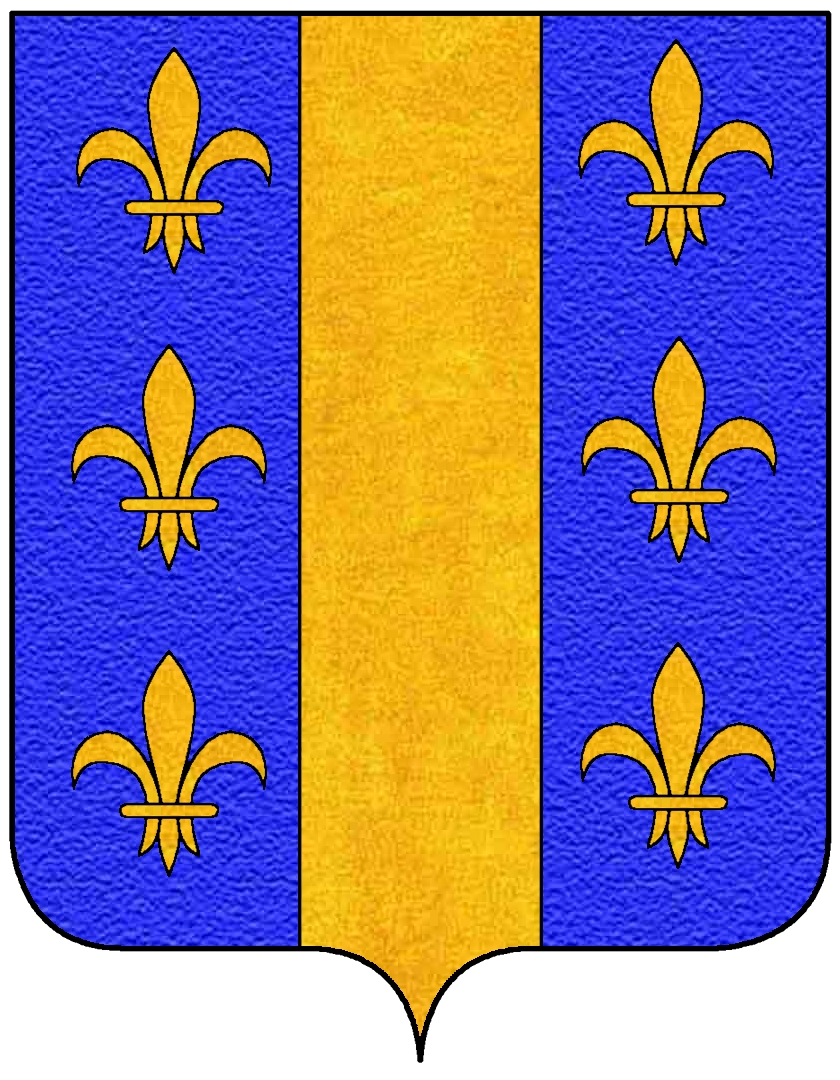
arme des Canal

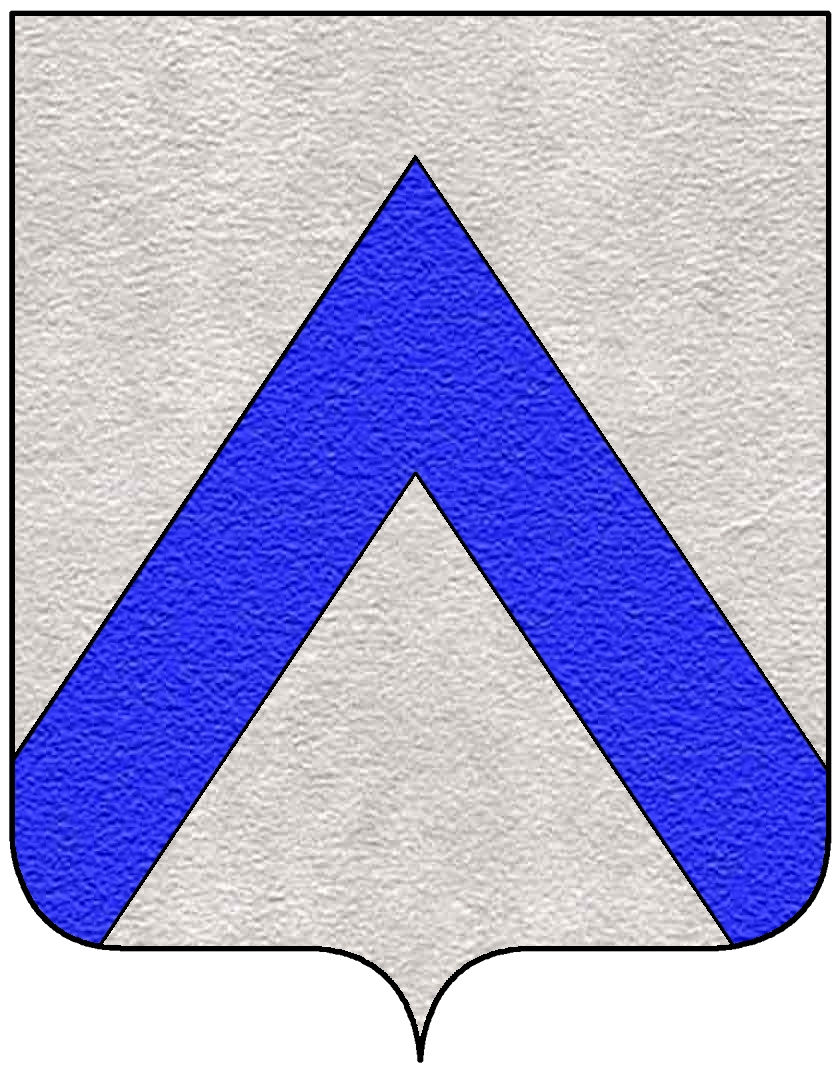
arme des Canal